# La promesa (pel·lícula de 1976)
La promesa és una pel·lícula dramàtica espanyola del 1976 dirigida per Ángel del Pozo, la tercera de les quatre pel·lícules que va dirigir, i protagonitzada per Carmen Sevilla i Antonio Ferrandis.

## Sinopsi
L'ancià Giuseppe administra un bar juntament amb el seu amic Pietro. Un dia Giuseppe coneix una prostituta i se n'enamora, cosa que provoca tota una sèrie de conflictes entre tots tres.

## Repartiment
- Carmen Sevilla
- Antonio Ferrandis
- Manolo Otero
- Verónica Orueta
- Mabel Escaño
- Rafael Hernández
- Antonio Casas
- Juan Luis Galiardo

## Premis
Als Premis del Sindicat Nacional de l'Espectacle de 1976 va ser una de les 13 pel·lícules a concurs, però finalment no va rebre cap premi.